# Список кабинетов Индонезии
Кабине́т Респу́блики Индоне́зии (индон. Kabinet Republik Indonesia) — правительство Республики Индонезии. По действующим государственно-правовым нормам формируется и возглавляется президентом страны. Срок полномочий — 5 лет, совпадает со сроком полномочий президента. Может быть распущен или переформирован до истечения этого срока. 
Первый кабинет Республики Индонезии (РИ) был сформирован в 1945 году, сразу после провозглашения независимости страны и возглавлялся президентом.  При этом в первоначальной редакции Конституции Индонезии не содержалось никаких упоминаний о кабинете и его полномочиях. В период войны за независимость Индонезии кабинет возглавлялся премьер-министром. В этот период в состав кабинета входили в разное время от 16 до 37 министров, возглавлявших от 12 до 15 министерств; часть членов кабинета не имела министерских портфелей.
27 декабря 1949 года война за независимость закончилась признанием суверенитета Республики Соединённые Штаты Индонезии (РСШИ). Согласно Конституции, РСШИ провозглашалась парламентской республикой; кабинет, возглавляемый премьер-министром, получал всю полноту власти. При этом в составе РСШИ, в качестве одного из штатов, была сохранена РИ, имевшая свой кабинет; в современной Индонезии в список кабинетов включаются как Кабинет РСШИ, так и кабинеты РИ в её составе. К августу 1950 года все штаты РСШИ вошли в состав РИ, в результате чего последняя была провозглашена единым унитарным государством, а РСШИ упразднена. Статья 83 Временной конституции РИ, принятой в том же году, устанавливала, что кабинет несёт полную ответственность за проведение государственной политики. В период существования РСШИ в состав кабинетов входило от 18 до 24 министров.
5 июля 1959 года президент Сукарно издал декрет об отмене Временной конституции и восстановлении действия Конституции 1945 года. Согласно положениям этой конституции, кабинет должен был формироваться и возглавляться президентом. Пост премьер министра остался вакантным и вскоре был упразднен. В период 1959-1967 годов численность членов кабинета резко возросла; рекордной стала цифра в 111 человек.
Во время правления президента Сухарто (1967—1998) численный состав кабинетов был существенно сокращен. Также к этому времени сложилась практика пятилетнего срока полномочий кабинета, совпадающего со сроком полномочий сформировавшего его президента. Принципы формирования и работы кабинета, заложенные при Сухарто, действуют до настоящего времени.
Согласно укоренившейся политической традиции, все индонезийские правительства, начиная с конца 1950-х годов, имели официальные названия. Официальное название действующего кабинета министров, сформированного президентом Джоко Видодо 27 октября 2014 года, — «Рабочий кабинет» (индон. Kabinet Kerja).
Ниже представлен Список кабинетов Индонезии.
| Название                                 | Глава кабинета                                            | Период работы                               |
| Война за независимость                   | Война за независимость                                    | Война за независимость                      |
| ---------------------------------------- | --------------------------------------------------------- | ------------------------------------------- |
| Президентское правительство              | Сукарно                                                   | 2 сентября 1945 года – 23 ноября 1945 года  |
| Первое правительство Шарира              | Сутан Шарир                                               | 23 ноября 1945 года – 12 марта 1946 года    |
| Второе правительство Шарира              | Сутан Шарир                                               | 12 марта 1946 года – 2 октября 1946 года    |
| Третье правительство Шарира              | Сутан Шарир                                               | 2 октября 1946 года – 27 июня 1947 года     |
| Первое правительство Амира Шарифуддина   | Амир Шарифуддин                                           | 3 июля 1947 года – 11 ноября 1947 года      |
| Второе правительство Амира Шарифуддина   | Амир Шарифуддин                                           | 11 ноября 1947 года – 29 января 1948 года   |
| Первое правительство Хатты               | Мохаммад Хатта                                            | 29 января 1948 года – 19 декабря 1949 года  |
| Чрезвычайный кабинет                     | Шафруддин Правиранегара                                   | 22 декабря 1948 года – 13 июля 1949 года    |
| Первый кабинет Хатты                     | Мохаммад Хатта                                            | 13 июля 1949 года – 4 августа 1949 года     |
| Второй кабинет Хатты                     | Мохаммад Хатта                                            | 4 августа 1949 года – 14 декабря 1949 года  |
| Соединённые Штаты Индонезии              |                                                           |                                             |
| Кабинет Соединённых Штатов Индонезии     | Мохаммад Хатта                                            | 20 декабря 1949 года – 7 сентября 1950 года |
| Кабинет Сусанто                          | Сусанто Тиртопроджо                                       | 27 декабря 1949 года – 21 января 1950 года  |
| Кабинет Халима                           | Абдул Халим                                               | 21 января 1950 года – 7 сентября 1950 года  |
| Период «либеральной демократии» [англ.]  |                                                           |                                             |
| Кабинет Натсира                          | Мохаммад Натсир                                           | 7 сентября 1950 года – 27 апреля 1951 года  |
| Кабинет Сукимана                         | Сукиман Вирьосанджойо                                     | 27 апреля 1951 года – 3 апреля 1952 года    |
| Кабинет Вилопо                           | Вилопо                                                    | 3 апреля 1952 года – 30 июля 1953 года      |
| Первый кабинет Али Састроамиджойо        | Али Састроамиджойо                                        | 30 июля 1953 года – 1 августа 1955 года     |
| Кабинет Бурхануддина Харахапа            | Бурхануддин Харахап                                       | 1 августа 1955 года – 24 марта 1956 года    |
| Второй кабинет Али Састроамиджойо        | Али Састроамиджойо                                        | 26 марта 1956 года – 9 апреля 1957 года     |
| Кабинет Джуанды                          | Джуанда Картавиджайя                                      | 10 апреля 1957 года – 10 июля 1959 года     |
| Период «направляемой демократии» [англ.] |                                                           |                                             |
| Первый рабочий кабинет                   | Сукарно                                                   | 10 июля 1959 года – 18 февраля 1960 года    |
| Второй рабочий кабинет                   | Сукарно                                                   | 18 февраля 1960 года – 8 марта 1962 года    |
| Третий рабочий кабинет                   | Сукарно                                                   | 8 марта 1962 года – 23 ноября 1963 года     |
| Четвёртый рабочий кабинет                | Сукарно                                                   | 23 ноября 1963 года – 2 сентября 1964 года  |
| Кабинет Двикора                          | Сукарно                                                   | 2 сентября 1964 года – 24 февраля 1966 года |
| Второй кабинет Двикора                   | Сукарно                                                   | 24 февраля 1966 года – 30 марта 1966 года   |
| Третий кабинет Двикора                   | Сукарно                                                   | 30 марта 1966 года – 25 июля 1966 года      |
| Кабинет Ампера                           | Сукарно (до марта 1967 года), Сухарто (с марта 1967 года) | 25 июля 1966 года – 14 октября 1967 года    |
| Второй кабинет Ампера                    | Сухарто                                                   | 14 октября 1967 года – 10 июня 1968 года    |
| «Новый порядок»                          |                                                           |                                             |
| Первый кабинет развития                  | Сухарто                                                   | 10 июня 1968 года – 28 марта 1973 года      |
| Второй кабинет развития                  | Сухарто                                                   | 28 марта 1973 года – 31 марта 1978 года     |
| Третий кабинет развития                  | Сухарто                                                   | 31 марта 1978 года – 19 марта 1983 года     |
| Четвёртый кабинет развития               | Сухарто                                                   | 19 марта 1983 года – 23 марта 1988 года     |
| Пятый кабинет развития                   | Сухарто                                                   | 23 марта 1988 года – 19 марта 1993 года     |
| Шестой кабинет развития                  | Сухарто                                                   | 19 марта 1993 года – 16 марта 1998 года     |
| Седьмой кабинет развития                 | Сухарто                                                   | 16 марта 1998 года – 23 мая 1998 года       |
| Постсухартовский период [англ.]          |                                                           |                                             |
| Кабинет развития и реформ                | Бухаруддин Юсуф Хабиби                                    | 23 мая 1998 года – 29 октября 1999 года     |
| Кабинет национального единства           | Абдуррахман Вахид                                         | 29 октября 1999 года – 9 августа 2001 года  |
| Кабинет взаимопомощи                     | Мегавати Сукарнопутри                                     | 10 августа 2001 года – 20 октября 2004 года |
| Кабинет единой Индонезии                 | Сусило Бамбанг Юдойоно                                    | 21 октября 2004 года – 22 октября 2009 года |
| Второй кабинет единой Индонезии          | Сусило Бамбанг Юдойоно                                    | 22 октября 2009 года — 27 октября 2014 года |
| Рабочий кабинет                          | Джоко Видодо                                              | 27 октября 2014 года — 23 октября 2019 года |
| Кабинет Индонезия вперед                 | Джоко Видодо                                              | с 23 октября 2019 года                      |
| Источник: Simanjuntak, 2003              |                                                           |                                             |